# Pasicine, Novi Sanjarî
Pasicine (în ucraineană Пасічне) este un sat în comuna Suprotîvna Balka din raionul Novi Sanjarî, regiunea Poltava, Ucraina.

## Demografie
Componența lingvistică a localității Pasicine
     Ucraineană (95,15%)
     Rusă (3,52%)
     Română (1,32%)
Conform recensământului din 2001, majoritatea populației localității Pasicine era vorbitoare de ucraineană (95,15%), existând în minoritate și vorbitori de rusă (3,52%) și română (1,32%).